# Eugène van de Weijer
Eugène Antoine Michel Joseph van de Weijer (Teteringen, 4 maart 1896 - Zeist, 18 december 1980) was in de periode 1936 tot 1941 en van 1945 tot 1961 burgemeester van de gemeente Bunnik, Odijk en Werkhoven. 
Daarnaast nam hij in de periode 1959 - 1961 ook het burgemeesterschap waar van de gemeente Houten, Schalkwijk en Tull en 't Waal.
Van de Weijer bouwde niet alleen een reputatie als goed bestuurder op, maar werd ook beschouwd als een kundig zakenman.
Tijdens de Tweede Wereldoorlog werd Van de Weijer geïnterneerd in kamp Sint-Michielsgestel, tezamen met vele andere Nederlandse notabelen en politici.
In Bunnik is een straat naar Van de Weijer genoemd.   